# Ана Хол (атлетичарка)
Ана Хол (енгл. Anna Marcia Jean Hall; Денвер, 23. март 2001.) америчка је атлетичарка која је својила сребрну медаљу у седмобоју на Светском првенству 2023. и бронзану на Светском првенству 2022.
Њени најбољи резултати у седмобоју и петобоју стављају је међу десет најбољих на светској листи свих времена. Поред вишебоја, истакла се резултатом испод 55 секунди у трци на 400 метара с препонама и 50,82 секунди на 400 метара. Она је трострука национална шампионка САД и освојила је две титуле НЦАА представљајући Универзитет Флориде.

## Одрастање
Ана је ћерка Ронете и Дејвида Хола. Има три сестре: старије сестре Кетрин и Џулију и млађу сестру Лорин. Ана је одрасла на Хајлендс ранчу у Колораду близу Денвера. Њен отац Дејвид се на Универзитету у Мичигену такмичио као квотербек у америчком фудбалу, као кошаркаш и као десетобојац.
Одрастајући у планинама, Ана је скијала, играла фудбал, одбојку, лакрос и хокеј на трави.

## Рана каријера
Хол је 2018. поставила своје прве државне рекорде у петобоју и седмобоју. На Светском јуниорском првенству у Тампереу, завршила је на деветом месту у седмобоју. Следеће године је побољшала оба своја национална средњошколска рекорда на 4.302 поена у петобоју и 5.847 поена у седмобоју.

### Светска бронза у седмобоју
Хол је 2022. поправила свој лични рекорд у седмобоју са резултатом од 6.412 поена, оборивши универзитетски рекорд од 6.390 који је поставила светска рекордерка Џеки Џојнер-Керси 1983.
У јулу 2022. Хол је побољшала свој лични рекорд у седмобоју за скоро 300 поена са резултатом 6.755 када је освојила бронзану медаљу на Светском првенству у Јуџину.

## Професионална каријера
У августу 2022. Хол је потписала професионални уговор са Адидасом.

### 2023: Сребрна медаља на Светском првенству у Будимпешти
Дана 16. фебруара 2023. Ана је оборила северноамерички рекорд у петобоју у дворани са укупно 5.004 бода у Албукеркију. Хол је постала трећа жена у историји која је скупила 5.000 или више поена у петобоју у дворани чиме је напредовала тада на друго место на светској листи свих времена. На истом такмичењу, касније је победила на 400 метара, истрчавши нови лични рекорд од 51,03 секунде.
Дана 28. маја Хол је побољшала свој лични рекорд у седмобоју на 6.988 поена у победи на Хипо-Митинг-у у Гецису. Изабрана је у амерички тим за Светско првенство 2023. у Будимпешти, на којем је освојила сребрну медаљу.

### 2024: Олимпијске игре у Паризу
Хол је подвргнута операцији колена у јануару 2024. са циљем санирања повреде из 2021. усред америчких квалификација за Олимпијске игре у Токију. Хол је на Олимпијским играма у Паризу 2024. завршила на петом месту.

## Достигнућа

### Међународна такмичења
| Година | Такмичење                       | Место                            | Позиција | Дисциплина | Резултат    | Белешка |
| ------ | ------------------------------- | -------------------------------- | -------- | ---------- | ----------- | ------- |
| 2018   | Светско првенство за јуниоре    | Тампере, Финска                  | 9.       | Седмобој   | 5.655 поена |         |
| 2019   | Панамеричко првенство за јуноре | Сан Хозе, Костарика              | 1.       | Седмобој   | 5.847 поена |         |
| 2022   | Светско првенство               | Јуџин, Сједињене Америчке Државе | 3.       | Седмобој   | 6.755 поена |         |
| 2023   | Светско првенство               | Будимпешта, Мађарска             | 2.       | Седмобој   | 6.720 поена |         |
| 2024   | Олимпијске игре                 | Париз, Француска                 | 5.       | Седмобој   | 6.615 поена |         |

### Лични рекорди
| Дисциплина    | Резултат    | Поена | Место                | Датум            | Напомена                        |
| ------------- | ----------- | ----- | -------------------- | ---------------- | ------------------------------- |
| 100 м препоне | 12.75 с     | 1.162 | Гецис, Аустрија      | 27. мај 2023.    | Рекорд Хипо-митинга             |
| Скок увис     | 1.95 м      | 1.171 | Гецис, Аустрија      | 1. јун 2025.     |                                 |
| Бацање кугле  | 14.86 м     | 852   | Будимпешта, Мађарска | 19. август 2023. |                                 |
| 200 метара    | 22.88 с     | 1.091 | Гецис, Аустрија      | 27. мај 2023.    |                                 |
| Скок удаљ     | 6.54 м      | 1.020 | Гецис, Аустрија      | 28. мај 2023.    |                                 |
| Бацање копља  | 46.16 м     | 786   | Гецис, Аустрија      | 1. јун 2025.     |                                 |
| 800 метара    | 2:01.23 мин | 1.097 | Гецис, Аустрија      | 1. јун 2025.     |                                 |
| Седмобој      | 6.988 поена |       | Гецис, Аустрија      | 28. мај 2023.    | 5. најбоља у свету свих времена |
| 400 метара    | 50.82 с     |       | Париз, Француска     | 9. јун 2023.     |                                 |
| 400 м препоне | 54.42 с     |       | Фиренца, Италија     | 2. јун 2023.     |                                 |

| Дисциплина   | Резултат    | Поена | Место одржавања    | Датум              | Напомене                                                |
| ------------ | ----------- | ----- | ------------------ | ------------------ | ------------------------------------------------------- |
| 60 м препоне | 8.04 с      | 1.120 | Албукерки, САД     | 16. фебруар 2023.  |                                                         |
| Скок у вис   | 1,91 м      | 1.119 | Албукерки, САД     | 16. фебруар 2023.  |                                                         |
| Пуцање       | 13,80 м     | 781   | Албукерки, САД     | 16. фебруар 2023.  |                                                         |
| Скок у даљ   | 6,34 м      | 956   | Албукерки, САД     | 16. фебруар 2023.  |                                                         |
| 800 метара   | 2:05.33 мин | 1.034 | Колеџ Стејшон, САД | 25. фебруара 2022. |                                                         |
| Петобој      | 5.004 поена | .     | Албукерки, САД     | 16. фебруар 2023.  | Северноамерички рекорд, 4. најбоља у свету свих времена |
| 400 метара   | 51.03 с     |       | Албукерки, САД     | 18. фебруар 2023.  |                                                         |